# 立命館宇治中学校・高等学校
立命館宇治中学校・高等学校（りつめいかんうじちゅうがっこう・こうとうがっこう、英: Ritsumeikan Uji Junior & Senior High School）は、京都府宇治市広野町八軒屋谷に所在し、中高一貫教育を提供する私立中学校・高等学校。
国際バカロレア認定校。通称は「立宇治」（りつうじ）など。また宇治高等学校時代の名残もあり、単に「宇治高」と呼ばれることもある。またローマ字での表記は「Rits Uji」。

## 立命館宇治高等学校

### 沿革
川田平八郎によって創設された学校法人宇治学園が、学校法人立命館に対し合併の申し出を行ったことを契機に法人合併が成立（1994年（平成6年）9月）。校名を宇治高等学校から立命館宇治高等学校と改めて現在に至る。2002年（平成14年）に現在の場所に移転するまでの校地は宇治市莵道谷下り31番地（現野球場）に位置していた。

### 特徴
学校法人立命館が設置している高等学校の中では、過去に設置され廃止された中学校・高等学校を除いて現存する立命館中学校・高等学校に次いで開設された学校である。また、立命館系列の高校の中では最も帰国生徒の受入れに積極的な学校として知られており、2009年（平成21年）当時は300名以上の帰国生徒が学んでいた。ロンドン、シンガポール、香港、上海、ニューヨーク、ロサンゼルスで国際入試を行うほか、国際編入試験も実施している。生徒は、「スーパーイングリッシュコース（SELコース）」または「普通コース」のいずれかに在籍する。
スクールカラーはグリーン=緑。これは宇治市名産の宇治茶にちなんで制定され、制服もそのスクールカラーを基調としている。

### 教育コンセプト
以下4つのコンセプトのもと、「世界水準の人間」の育成を行うとしている。
- 「国際化教育」
- 「貢献の教育」
- 「統合と卓越の教育」
- 「情報化教育」

#### IB・IMコース
2003年（平成15年）、文部科学省よりスーパーイングリッシュランゲージハイスクールに指定され、「スーパーイングリッシュコース（SELコース）」が設置された。2013年（平成25年）、SELコースはIB・IMコースに名称が変わり学校の教育方針が変わった。IB65 IM65 IG65 推薦選抜54推定偏差値
- "IBコース"

海外留学は行わず一年次から英語で授業を行う（IP授業）。IBコースは、国際バカロレアが定めるカリキュラムを履修するための特別プログラムで、1年時は導入教育、2年、3年時にIBDP資格獲得のため専門的な教育を行う。1クラスは10名から最大27名にて編成され、同時に日本の高校卒業資格要件を満たすカリキュラムも用意されている。AIP修了後、世界共通の試験で一定の成績を収めれば、世界の名門大学に優先的に入学できる道が開かれる。

ほぼ毎年IBスコアが40以上の生徒を輩出している(45が満点。名門大学入門には40前後のスコアが必要)。2011年度の国際バカロレア試験では45点満点の生徒を一人出している。
- "IMコース"

「国語」以外の全ての教科を英語で履修するプログラム。途中一年間の海外留学を行う。また海外留学は夏出発と冬出発がある。

- 夏出発組

　アメリカ・カナダ（北半球）に行くグループ。高1の夏に出発し、高2の夏に帰国する。帰国後は、普通科に戻ることも可能。基本的に理科コース進学希望者は、このグループに入ることとなる。

- 冬出発組

　ニュージーランド・オーストラリア（南半球）に行くグループ。高1の冬に出発し、高2の冬に帰国する。帰国後は、普通コースに戻ることも可能。

#### IGコース

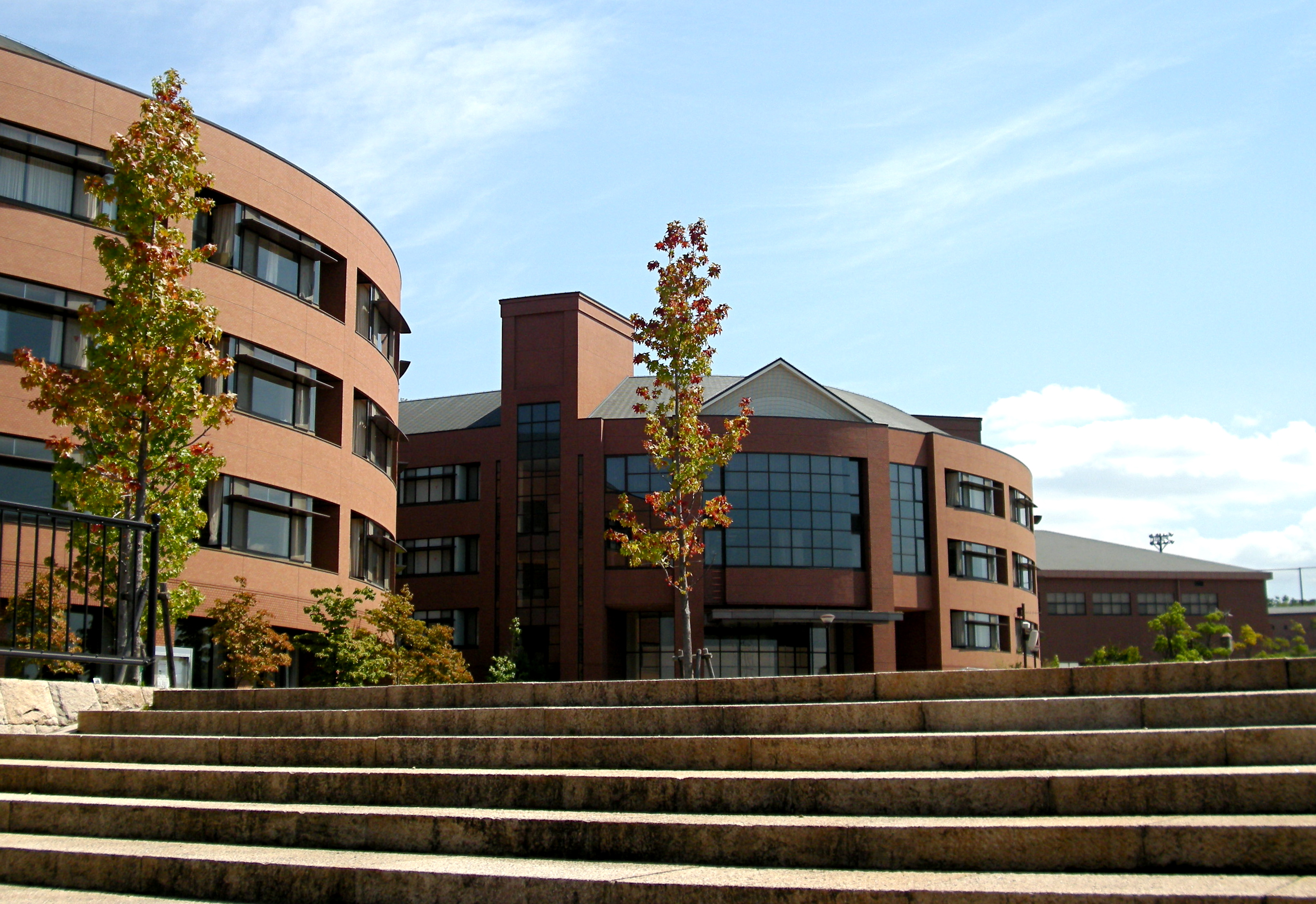
B棟

IGコースにおいても、国際教育に力点を置く教育方針がとられている。生徒は、第3学年の8月中旬に世界各国に研修旅行に赴く。近年では、カナダやアメリカなどの北米、フランスやドイツ、イギリスなどのヨーロッパ、オーストラリアや中国など幅広く選択肢がある。しかし、英語圏外へはその国の言語の授業を事前に選択している必要がある。国によって内容は様々だが、その国にホームステイし現地の学校に通い、授業や活動を行う。英語教師の過半数が英語を母国語とするネイティヴスピーカーである。生徒は4段階にレベル分けされた20名基準のクラスで外国語を学ぶ。二年生からは、英語のほかフランス語、ドイツ語、中国語、日本語を正課として学ぶこともできる。2013年より、文科コース・理科コース選択制となった。1年時は中学からの一貫コースと新たに入学した一般コースは別の組だが、2年時から文科コースと理科コースに分かれる。なお、この際一貫・一般コースは分けられない。
- 文科コース

特に文系の教科目を履修する。第2外国語の履修が義務付けられている。
- 理科コース

特に理系の教科目を履修する。授業時間の都合上第2外国語の授業は受けない。

#### 国際バカロレア・インターナショナルディプロマプログラム実施認定校
2009年（平成21年）、国際バカロレア（本部・スイス）より、国際バカロレア資格（IBDP - インターナショナルバカロレアディプロマプログラム）DP（ディプロマ・プログラム）ワールドスクールとして1条校では関西初の正式認定を受けた。

#### 外国語教育
外国語教育にも熱心で、日本人学生を英語圏（米国、イギリス、カナダ、アイルランド、ニュージーランド）の学校に1年間留学させるコースの設置など、国際的な校風を全面に押し出した教育が特徴である。ネイティヴ教員が約30人在籍する他、海外姉妹校、海外協定校は40校にのぼる。外国語教育は20名以下のクラス編成を基本としている。

#### 制服
高校の制服はスクールカラーである緑を基調に作られている。現在のところネクタイやリボンなどはない。2014年(平成26年)立命館宇治高校20期生からは制服が変わり、ネクタイやリボンなどが付く。ブレザーの色は現行の物よりもより黒に近づく。夏服はブレザーはなく、半袖になるが、柄などは冬服とほぼ同じものである。20期生からの夏服はシャツは水色の半袖となり、ズボンの柄などが変更となる。

## 立命館宇治中学校
2002（平成14）年度に開校し、翌2003（平成15）年4月より学校の授業が開始された。
高校と同様、国際的な校風を全面に押し出した教育が特徴で、募集定員の3～4割が「帰国生徒」および「外国人子女」である。英語で1週間学内で過ごすというイングリッシュウィークという行事がある。興風祭（いわゆる文化祭）などの行事では高校と同一化されるものも多い。

### 制服
夏服は青いカッターシャツにキュロット又はズボンを合わせて着用。冬服はその上に黒いブレザーを着用。靴下は夏冬両方紺色。また、カッターシャツの上にサマーニット若しくはセーターを着用する事も可能である。

## FIRITS HOUSE（生徒寮）
立命館宇治高等学校の生徒の学生寮である。通学に2時間以上かかる生徒達が入寮しており、帰国子女も多い。6階建てで棟が2つあり、男子棟と女子棟に分かれているが1階部分は共用で、食堂やハイブリッドルームがある。
形式上は冷蔵庫やテレビなどの一部電化製品の持ち込みが禁止されているが、緩和されつつある。基本は2人で1つの部屋で生活するが、これも緩和されつつある。
場所は旧校舎（現硬式野球部専用グラウンド）に隣接しており、通学には主に京都京阪バス八幡営業所の直通便・定期便が利用されている。

## 部活動
- 陸上競技部（女子部）

全国屈指の高校女子駅伝の強豪として知られ、獲得したタイトルは、全国高校女子最多の計9回（全国高校女子駅伝3回・選抜女子駅伝北九州大会6回）を誇る。全国高校駅伝大会では、第1回大会から現在まで連続出場をしており、2000年、2007年、2012年に優勝した。また、2021年立命館宇治高等学校は、34年連続全国高等学校駅伝大会出場中である。また、2019年4月1日から同校出身の池田恵美が監督、荻野由信が総監督として就任した。
- 硬式野球部

前身の宇治高校時代には1979年夏（第61回）および1982年夏（第64回）に京都代表として出場。立命館宇治高校となってからは、2004年春（第76回）、2010年春（第82回）、2015年春（第87回）、2019年夏（第101回）、2023年夏（第105回）に出場し、春夏合わせて6度目の出場となった2019年夏（第101回）に甲子園初勝利を挙げた。
- アメリカンフットボール部 チーム名は、立命館大学パンサーズと同じく、パンサーズ。

2001年、関西大会優勝。
2003年、初めて全国ベスト4に進出。
2009年、2013年、2018年、全国大会準優勝。
2019年、第50回全国高等学校アメリカンフットボール選手権に優勝し、初の日本一に。
2021年、第52回全国高等学校アメリカンフットボール選手権優勝。
- チアリーディング部

- フットサル同好会

2019 年度の戦績として、6月1日よりに行われた第15回全日本大学フットサル大会京都府大会においてベスト4。8月22、23日に行われた第8回グリーンアリーナ神戸カップ U-18フットサルフェスティバルでは2位リーグ、ベスト8。第4回 U-18 フットサルリーグチャンピオンカップ京都府リーグで優勝、全国大会へ。1月4、5日に行われた第4回 U-18 フットサルリーグチャンピオンカップ（全国大会）ではベスト8。スローガンは「挑越～最高の仲間と共に～」である。
- 柔道部（女子）・レスリング部（男子）

共に過去に全国総合体育大会で優勝している。中西学はレスリング部出身である。
- サッカー部

「SCHOLAR-ATHLETE PROJECT（スカラーアスリートプロジェクト）」として、学校法人立命館と提携している日本プロサッカーリーグ（Jリーグ）加盟の京都サンガF.C.からサポート・アドバイスを受けており、2009年の第88回全国高等学校サッカー選手権大会に初出場を果たし、初勝利も挙げた。なお、同プロジェクト参加者は全員が京都サンガU-18に所属しているため、本校サッカー部へは所属していない。

## 系列校
- 大学
  - 立命館大学
  - 立命館アジア太平洋大学
- 中学校・高等学校
  - 立命館中学校・高等学校
  - 立命館慶祥中学校・高等学校
  - 立命館守山中学校・高等学校
- 小学校
  - 立命館小学校

## 交通アクセス
- 校舎 最寄駅　近鉄大久保駅・JR新田駅・JR宇治駅・京阪宇治駅

バス  京都京阪バス 240A/250A系統　立命館宇治高校バス停下車　240/250系統　植物公園バス停下車徒歩1分
- 寮 京都京阪バス 森本下車

登下校時間帯に京都京阪バスの直行便あり
「登校」近鉄大久保→立命館宇治高校(JR新田駅南口は通過)・森本→京阪宇治駅→JR宇治駅→立命館宇治高校
「下校」JR新田駅南口→近鉄大久保行き・琵琶台口→JR宇治駅→京阪宇治駅→森本→隼上り行き

## 著名な出身者

### サッカー
- 長谷川祥之 - 元サッカー選手（鹿島アントラーズ）
- 垣根拓也 - サッカー選手（藤枝MYFC）
- 岸上和樹 - サッカー選手（奈良クラブ）
- 下畠翔吾 - サッカー選手（いわてグルージャ盛岡）
- 駒井善成 - サッカー選手（北海道コンサドーレ札幌）
- 伊藤優汰 - サッカー選手（カターレ富山）
- 高橋祐治 - サッカー選手（柏レイソル）
- 三根和起 - サッカー選手（ヴァンラーレ八戸）
- 國領一平 - サッカー選手（ヴァンラーレ八戸）
- 原川力 - サッカー選手（サガン鳥栖）
- 久保裕也 - サッカー選手（KAAヘント：ベルギー・ファースト・ディビジョンA）
- 齊藤隆成 - サッカー選手（藤枝MYFC）
- 山田元気 - サッカー選手（レノファ山口FC）
- 田村亮介 - サッカー選手（福島ユナイテッドFC）
- 奥川雅也 - サッカー選手（レッドブル・ザルツブルク：オーストリアブンデスリーガ）
- 永島悠史 - サッカー選手（FC岐阜）
- 大西勇輝 - サッカー選手（奈良クラブ：京都サンガF.C.）
- 島村拓弥 - サッカー選手（セレッソ大阪）
- 若原智哉 - サッカー選手（京都サンガF.C.）
- 上月壮一郎 - サッカー選手（京都サンガF.C.）
- 川﨑颯太 - サッカー戦手（京都サンガF.C.）

### ラグビー
- 槇原航太 - ラグビー選手（トヨタ自動車ヴェルブリッツ）
- 高島忍 - ラグビー選手（キヤノンイーグルス）
- 中村優樹 - ラグビー選手（NTTドコモレッドハリケーンズ）
- 原山光正 - ラグビー選手（コカ・コーラレッドスパークス）
- 東郷拓也 - ラグビー選手（近鉄ライナーズ）

### プロ野球
- 小川裕介 - 元プロ野球選手（オリックス・バファローズ）
- 北野明仁 - 元プロ野球選手（読売ジャイアンツ）
- 金子侑司 - プロ野球選手（埼玉西武ライオンズ）
- 北本亘 - プロ野球選手（オセアン滋賀ブラックス）

### 陸上
- 高尾憲司 - 陸上競技（長距離走・マラソン）男性指導者・元選手
- 小﨑まり - 陸上競技（中・長距離走・マラソン）女子選手
- 千葉真子 - 陸上競技（長距離走・マラソン）女性指導者・元選手、タレント
- 小島一恵 - 陸上競技（中・長距離走）女子選手
- 菅野七虹 - 陸上競技（中・長距離走）女子選手
- 河添香織 - 陸上競技（競歩）女子選手
- 沼田未知 - 陸上競技（中・長距離走）女子選手
- 竹中理沙 - 陸上競技（中・長距離走・マラソン）女子選手
- 三原梓 - 陸上競技（中・長距離走）女子選手

### 格闘技
- 中西学 - プロレスラー（新日本プロレス）
- グッドマン田中 - 総合格闘家
- 鈴木博恵 - レスリング選手（クリップス）
- 大野陽子 - 柔道選手

### 芸能
- 上原あずみ - 元アーティスト・歌手
- 倉木麻衣 - アーティスト・歌手
- 菅崎茜 - 元アーティスト・歌手
- 宇浦冴香 - アーティスト・歌手
- 清水けんじ - 吉本新喜劇
- 田畑祐一 - お笑いコンビ「田畑藤本」
- 桃 - タレント
- 久野知美 - フリーアナウンサー・タレント
- 岡本博憲 - 元札幌テレビ放送（STV）アナウンサー、現在は同局記者

### その他
- 永井奈都 - 女子プロゴルファー
- 竹之内悠 - 自転車競技（シクロクロス、MTB）選手
- 北村桂香 - 女流棋士
- 藤井奈々 - 女流棋士
- 今西建太 - デイアライブ創業者
- 宮野ケイジ - 映画監督

## 関連DVD
- 『中長距離走のトレーニング　立命館宇治に見るトップ選手の育成法　第1巻 ランニングの基本をつくる』（指導・解説：荻野由信（立命館宇治高等学校陸上競技部監督）、実技：立命館宇治高等学校女子陸上競技部、ジャパンライム、2003/3、DVD）
- 『中長距離走のトレーニング　立命館宇治に見るトップ選手の育成法　第2巻 中長距離走の能力を高める』（指導・解説：荻野由信（立命館宇治高等学校陸上競技部監督）、実技：立命館宇治高等学校女子陸上競技部、ジャパンライム、2003/3、DVD）
- 『Run to Win　中・長距離 基礎編』（指導・解説：荻野由信（立命館宇治高等学校陸上競技部監督）、実技：立命館宇治高等学校女子陸上競技部、ティアンドエイチ、DVD）
- 『Run to Win　中・長距離 応用編』（指導・解説：荻野由信（立命館宇治高等学校陸上競技部監督）、実技：立命館宇治高等学校女子陸上競技部、ティアンドエイチ、DVD）